# Bedford Park Boulevard (Concourse Line)
Bedford Park Boulevard is een station van de metro van New York aan de Concourse Line in the Bronx. Het station is geopend in 1933. De lijnen  maken gebruik van dit station.
 ·  ·  ·  ·  ·  ·  ·  ·  · 